# Muzeum Adama Mickiewicza w Paryżu
Muzeum Adama Mickiewicza w Paryżu – polskie muzeum z siedzibą w Paryżu, założone w 1903 przez syna poety Władysława Mickiewicza; najstarsze muzeum mickiewiczowskie; mieści się w gmachu Biblioteki Polskiej na Wyspie Świętego Ludwika.
W kolekcji muzeum znajdują się dokumenty związane z postacią Adama Mickiewicza i niektóre jego przedmioty osobiste. Prezentowane są m.in. odpis aktu chrztu, świadectwo zgonu, akty nominacji na różne stanowiska, w tym nominacja na profesora Uniwersytetu w Lozannie i profesora w Collège de France. Muzeum posiada rękopisy niektórych utworów poety m.in. fragmenty Dziadów kowieńskich i drezdeńskich, Ksiąg narodu polskiego i pielgrzymstwa polskiego, rękopis przekładu Giaura George`a Byrona.